# Tractat de Fredrikshamn
El Tractat de Fredrikshamn, també conegut com a Tractat de Hamina (finès: Haminan Rauha, suec: Freden i Fredrikshamn) fou un tractat de pau entre Suècia i l'Imperi Rus, signat el 17 de setembre de 1809. El tractat va marcar el final de la Guerra finlandesa i es va signar a la ciutat finlandesa de Hamina (suec: Fredrikshamn). Els representants de Rússia van ser Nikolai Rumiàntsev i David Alopaeus (l'ambaixador rus a Estocolm), i els de Suècia el general d'infanteria Curt von Stedingk (exambaixador suec a Petersburg) i el coronel Anders Fredrik Skjöldebrand.
Segons el tractat, Suècia cedia part de les províncies de Lapònia i Västerbotten (a l'est del riu Torne i del riu Muonio), Åland i totes les províncies a l'est a partir d'aquest punt. Els territoris cedits constituirien el Gran Ducat de Finlàndia; en 1812, es van sumar les províncies de Carèlia i petites porcions d'Uusimaa i Savònia (més tard anomenada Antiga Finlàndia), que els russos havien conquerit durant el segle xviii, i van conformar el Comtat de Víborg. Juntament amb la Dieta de Porvoo (1809) i el Jurament de Sobirania, el Tractat de Fredrikshamn va ser la pedra angular de l'autonomia del Gran Ducat, ja que li va permetre tenir la seva pròpia administració i institucions. Com a conseqüència, es va desencadenar l'inici d'un desenvolupament que revifaria la cultura finlandesa, popularitzaría el finès i portaria a la independència de Finlàndia el 1917.
En el tractat es va afegir una referència a la promesa de l'Emperador Alexandre de conservar les antigues lleis i privilegis a Finlàndia, però no es van incloure garanties formals de la posició legal dels habitants de la nació. Els russos es van negar a afegir-ho els suecs no estaven en una posició adequada per insistir, encara que en aquesta època aquest tipus de clàusules eren comuns en els tractats de pau. Noranta anys més tard, durant la russificació de Finlàndia, el govern rus va sostenir que el tractat no havia estat violat i, per tant, cap partit extern tenia el dret d'intervenir en una qüestió exclusivament relativa a l'emperador que havia garantit la promesa original.
Durant les negociacions, els representants de Suècia van protestar enèrgicament per la pèrdua de les illes Åland, "els pots davanters d'Estocolm", com les havia descrit Napoleó Bonaparte. Les illes Åland eren purament sueques culturalment, ètnica i lingüística, però en aquesta època no es tenien en compte aquests factors. Al llarg del segle xix, les illes també van despertar l'interès del Regne Unit, que després de la guerra de Crimea va desmilitaritzar la zona, d'acord amb la Convenció d'Åland inclosa en el Tractat de París de 1856. Durant la Guerra de la Sisena Coalició, Rússia i Suècia es van aliar en contra de l'Imperi francès, el 5 d'abril de 1812; planejaven envair la Pomerània Sueca, ocupada en aquesta època pels francesos. Rússia havia promès pressionar Dinamarca perquè cedís Noruega a Suècia, i es donava per fet que la Gran Bretanya també participaria en el tractat, però això mai va succeir. Altres plans no van arribar a realitzar-se per la Invasió napoleònica de Rússia.